# Alafia falcata
Alafia falcata là một loài thực vật có hoa trong họ La bố ma. Loài này được Leeuwenb. mô tả khoa học đầu tiên năm 1996.